# Silene huguettiae
Silene huguettiae là loài thực vật có hoa thuộc họ Cẩm chướng. Loài này được Bocq. miêu tả khoa học đầu tiên năm 1967.